# Kerbfestigkeit
Die Kerbfestigkeit, auch Weiterreißfestigkeit oder Weiterreißwiderstand, ist die Eigenschaft eines Stoffes, auch bei Vorhandensein einer Einkerbung nicht weiter zu reißen.

## Materialien
Diese mechanische Größe ist eine bedeutende Materialeigenschaft. So weist etwa Polyvinylchlorid (PVC) wie alle Kunststoffe nur geringe Kerbfestigkeit auf.

## DIN Normen zur Kerbfestigkeit
Liste der DIN-Normen – DIN EN 3475-501: Luft- und Raumfahrt – Elektrische Leitungen für Luftfahrtverwendung – Prüfverfahren – Teil 501: Kerbfestigkeit